# Habitatge al carrer Pau Casals, 16 (Llagostera)
L'habitatge del número 16 del carrer Pau Casals de Llagostera és una casa urbana entre mitgeres inclosa en l'Inventari del Patrimoni Arquitectònic de Catalunya. Parets portants i dues plantes. Cal remarcar com a element més interessant de la façana el balcó semicircular del primer pis amb barana de ferro i els guardapols de totes les obertures d'inspiració modernista amb decoracions florals. La part alta és acabada amb un frontó de línies ondulades i baranes de ferro. Hi ha coberta plana amb terrat. És un edifici lligat a l'expansió urbana produïda durant el segle xix, per l'impuls econòmic causat pel desenvolupament de la indústria surera. És entre els habitatges al carrer Pau Casals, 14 i 18, també inclosos en l'inventari.